# Controversy
Controversy je četvrti studijski album američkog glazbenika Princea. Objavila ga je diskograska kuća Warner Bros. Records na dan 14. listopada 1981.
| 1. | »Controversy« | 7:15 |
| 2. | »Sexuality«   | 4:21 |
| 3. | »Do Me, Baby« | 7:43 |

| 4. | »Private Joy«            | 4:29 |
| 5. | »Ronnie, Talk to Russia« | 1:58 |
| 6. | »Let's Work«             | 3:54 |
| 7. | »Annie Christian«        | 4:22 |
| 8. | »Jack U Off«             | 3:09 |